# Acrogynomyces eumicri
Acrogynomyces eumicri är en svampart som beskrevs av Thaxt. 1931. Acrogynomyces eumicri ingår i släktet Acrogynomyces och familjen Laboulbeniaceae.   Inga underarter finns listade i Catalogue of Life.